# Spitzbergen-Ren

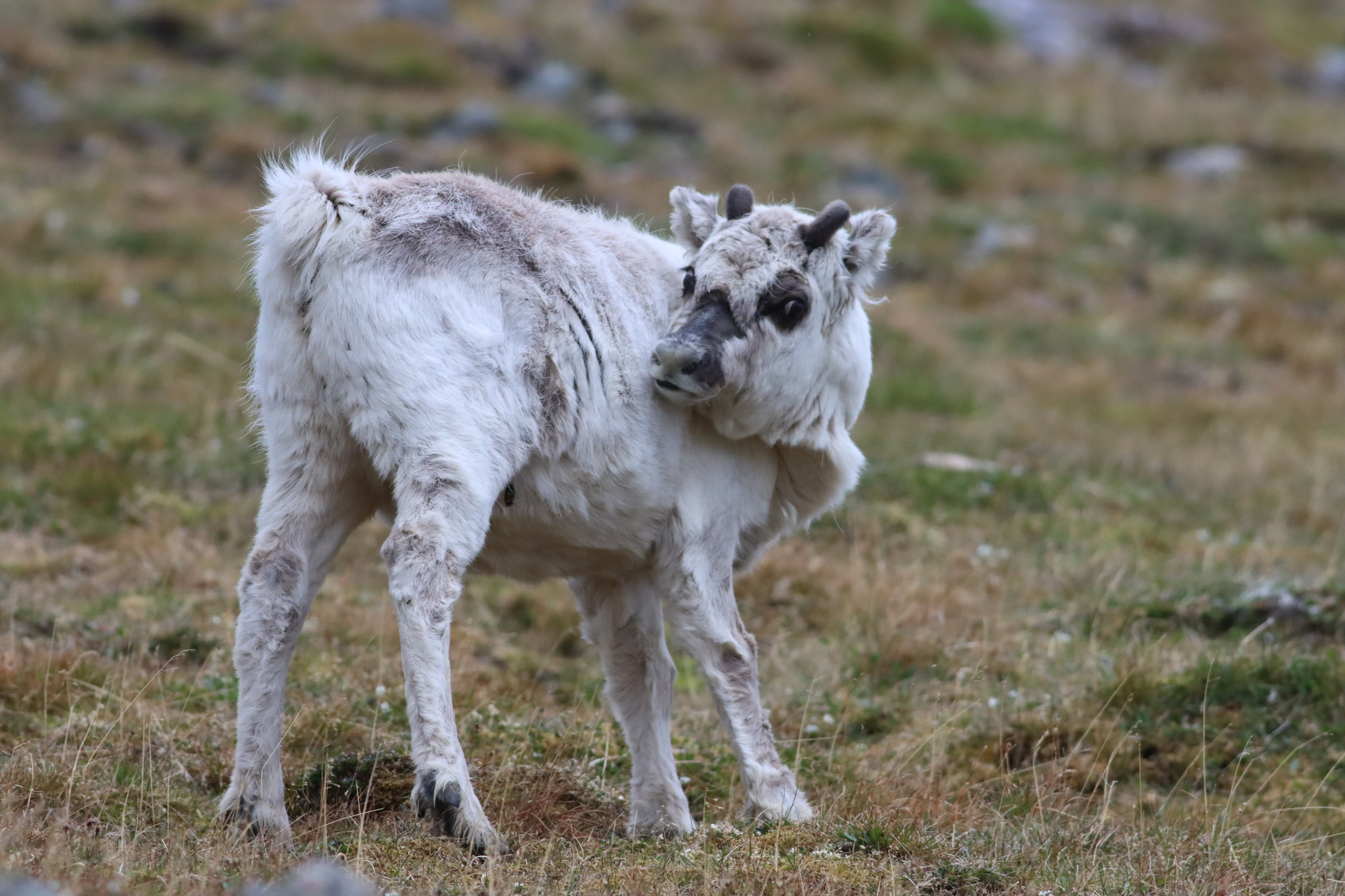
Spitzbergen-Ren

Das Spitzbergen-Ren (Rangifer tarandus platyrhynchus, norw. svalbardrein, auch: spitsbergenrein) ist eine kleine endemische Unterart des Rentiers, die auf dem hocharktischen Archipel von Spitzbergen zu Hause ist. Es gilt als Beispiel für eine sogenannte Inselverzwergung.
Einige Wissenschaftler vermuten, es sei vor langer Zeit aus Eurasien eingewandert. Andere meinen, es wäre ein sehr naher Verwandter des ausgestorbenen Ostgrönland-Rentiers (Rangifer tarandus eogroenlandicus), und es könnte aus Richtung Grönland gekommen sein.

## Unterschiede zu kontinentalen Verwandten
Das Spitzbergen-Ren unterscheidet sich von seinen Verwandten in Anatomie und Verhalten. Der Körperbau wird durch kurze, starke Beine, einen kompakten, gedrungenen Körper mit einem gedrungenen Kopf charakterisiert. Insgesamt sind diese Tiere kurzbeiniger, kleiner und leichter als ihre Verwandten auf den Kontinenten. Nur das Peary Caribou (Rangifer tarandus pearyi), welches auf Ellesmere Island vorkommt, ähnelt ihnen heute noch recht stark.
Durch lange Fjorde, hohe Bergketten und weitreichende Gletscher sind Spitzbergen-Rentiere stark in ihrer Bewegung eingegrenzt. Sommer- und Winterwanderungen beschränken sich auf wenige Täler. Es gibt Populationen, die wegen der durch Inseln beherrschten Topographie nicht mehr miteinander im Austausch stehen. 
Durch die hocharktische Verbreitung steht dem Spitzbergen-Ren auch nicht genügend sonst übliches Futter zur Verfügung. Ihre Nahrung setzt sich daher nicht mehr vorrangig aus Flechten zusammen, sondern Moose und höhere Pflanzen machen ihre Nahrung aus. Im Herbst frisst es sich eine sehr dicke Fettschicht an, um den extrem langen Winter von bis zu neun Monaten überdauern zu können. Doch wenn im Winter der Boden durch Regen von einer Eisschicht bedeckt ist und die Tiere auch durch kräftiges Scharren mit ihren Vorderhufen nicht mehr an Nahrung gelangen, kann die Population während eines Winters um bis zu 80 % reduziert werden. Tiere, die an der Küste leben, helfen sich manchmal mit angespültem Tang über diese Zeiten hinweg.

## Bestand
Auf Spitzbergen leben schätzungsweise 10.000 Rentiere. Im übrigen Norwegen leben etwa 30.000 Wildrene (der Unterart R. t. tarandus). Die norwegischen Populationen werden insgesamt als stabil eingestuft.